# شرکت سکای بونکا
شرکت سکای بونکا (به ژاپنی: 世界文化社) (به معنی فرهنگ جهان) یکی از انتشارات ژاپنی است که دفتر اصلی آن در توکیو، چیودا قرار دارد. این انتشارات در سال ۱۹۴۶ تأسیس شده‌است. 